# Eastman Johnson

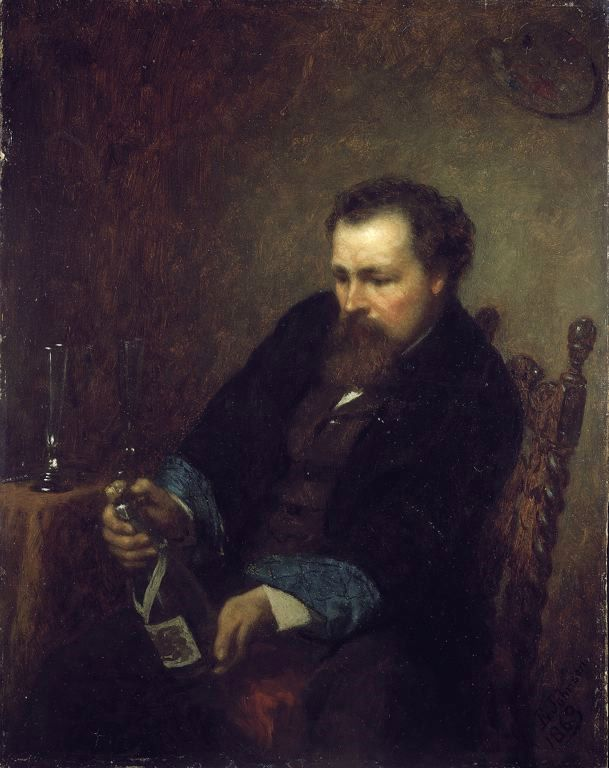
Eastman Johnson, självporträtt 1863.

Eastman Johnson, född den 29 juli 1824 i Lovell i Maine, död den 5 april 1906 i New York, var en amerikansk målare. 
Johnson studerade i Düsseldorf, reste sedan i Italien, vistades i Paris och Haag samt slog sig 1856 ned i New York och målade bilder ur det amerikanska livet, exempelvis Abraham Lincolns barndom (1867), Den sårade trumslagaren (1872) och Ett glas med squiren (1880) samt en mängd porträtt av mer kända amerikanska personligheter.